# Pacific Air Lines
Pacific Air Lines était une compagnie aérienne régionale (alors appelée transporteur aérien de « service local » tel que défini par le Conseil fédéral de l'aéronautique civile ) sur la côte ouest des États-Unis qui a commencé des vols réguliers de passagers au milieu des années 1940 sous le nom de Southwest Airways. L'entreprise reliait les petites villes de Californie aux plus grandes villes telles que Los Angeles et San Francisco. Des vols ont ensuite été opérés vers Portland, dans l'Oregon, et ont finalement atteint Las Vegas et Reno dans le Nevada.
Fondée en grande partie grâce à l'argent d'investisseurs de l'industrie cinématographique hollywoodienne, la compagnie aérienne était réputée pour ses pratiques de sécurité innovantes et ses procédures de réduction des coûts. Le nom Pacific Air Lines est entré dans l'histoire en 1968 lors d'une fusion avec Bonanza Air Lines et West Coast Airlines, formant Air West, qui est ensuite devenue Hughes Airwest à la suite de l'acquisition d'Air West par Howard Hughes.

## Opérations de fondation et de guerre
Au début de 1941, le vétéran de l'Air Service, John Howard « Jack » Connelly, et le célèbre agent/producteur hollywoodien Leland Hayward formèrent un partenariat commercial qui, cinq ans plus tard, devint une compagnie aérienne régulière. Ni l’un ni l’autre n’était étranger à l’aviation ; Connelly était un ancien pilote d'essai, vendeur d'avions, pilote instructeur de l'Administration de l'aéronautique civile et inspecteur de l'Union soviétique des années 1930 ; Hayward était un pilote privé actif et siégeait au conseil d'administration de Transcontinental et de Western Airlines (TWA). Les deux hommes ont obtenu le soutien du pilote professionnel et photographe John Swope pour superviser la formation des cadets de l'aviation. Ensemble, ils fondèrent un dépôt de maintenance pour la révision des avions d'entraînement, une ligne de fret aérien en temps de guerre et un complexe de formation de pilotes militaires composé de Thunderbird Field No 1, Thunderbird Field No 2 et Falcon Field en Arizona. À la fin de la Seconde Guerre mondiale, Southwest Airways sera le plus grand prestataire de formation aux États-Unis et aura formé plus de 20 000 pilotes originaires de plus de 24 pays.

## Début du service programmé

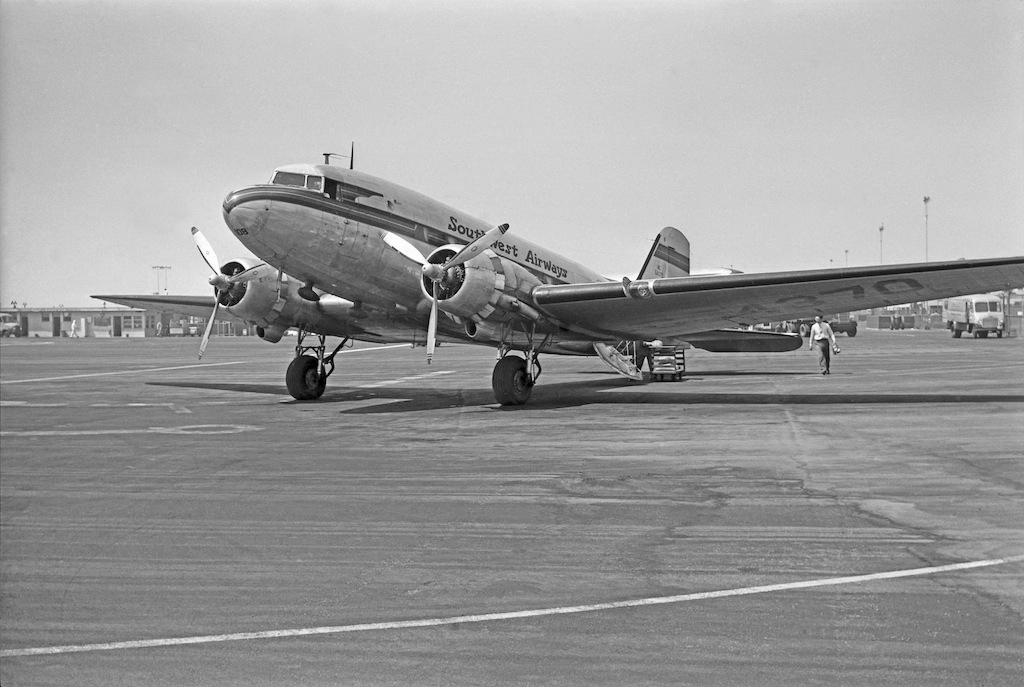
Un Douglas DC-3 de Southwest Airways à l'aéroport international de Los Angeles (1949)

Après la guerre, Connelly et Hayward ont levé 2 000 000 $ auprès d'investisseurs, dont James Stewart et Darryl Zanuck, pour développer Southwest dans le secteur aérien, en attendant l'approbation du gouvernement. Ils reçurent une charte expérimentale de trois ans du Civil Aeronautics Board le 22 mai 1946 pour leur service feeder.
Les vols réguliers ont commencé le 2 décembre 1946, avec des C-47 excédentaires de guerre, la version militaire du Douglas DC-3 convertie pour un usage civil. L'itinéraire initial était de Los Angeles à San Francisco avec des arrêts à Oxnard, Santa Barbara, Santa Maria, San Luis Obispo, Paso Robles, Coalinga, Monterey, Santa Cruz / Watsonville et San Jose. La route côtière du nord comprenait Oakland, Vallejo / Napa, Santa Rosa, Ukiah, Fort Bragg, Eureka / Arcata et Crescent City, tandis que la route intérieure comprenait Oakland, Sacramento, Marysville / Yuba City, Oroville, Chico, Red Bluff, Redding, et Yreka avec Medford, Oregon, ajouté plus tard. À la fin des années 1950, Pacific Air Lines desservait l'aéroport de Catalina sur l'île de Santa Catalina, au large des côtes du sud de la Californie, avec des vols depuis Los Angeles (LAX), Long Beach (LGB) et Burbank (BUR, aujourd'hui l'aéroport Bob Hope En 1960, un vol de Crescent City à Portland, dans l'Oregon, a été ajouté.
En août 1953, Southwest effectuait des vols vers 23 aéroports, tous en Californie à l'exception de Medford ; en mai 1968, Pacific a desservi 29 aéroports.

## Esprit sans fioritures et délais d'exécution rapides
« Connelly serves no food ("let them bring their own"), provides no chewing gum ("we never fly high enough to need it and besides it sticks to the floor") or magazines ("takes too long to unwrap them") »

Connelly, président, et Hayward, président du conseil d'administration, étaient les propriétaires majoritaires de la compagnie aérienne et, à ce titre, pouvaient avoir une influence sur la façon dont la société fonctionnerait. Fonctionnant avec de faibles marges d'exploitation, Southwest Airways était une compagnie aérienne sans fioritures des décennies avant que les transporteurs à bas prix ne deviennent courants.
La compagnie aérienne a accéléré ses opérations au sol au point où un DC-3 pouvait charger et décharger des passagers et commencer à rouler pour le décollage 90 secondes après son arrêt (en ajoutant six minutes si du carburant est nécessaire). Pour économiser de l'argent, la compagnie aérienne a demandé à ses propres pilotes de faire le plein au lieu de payer le personnel de l'aéroport. Le temps passé au sol a été réduit en laissant un moteur en marche pendant qu'un commissaire de bord escortait rapidement les passagers vers et depuis l'avion. Les DC-3 de Pacific ont été modifiés avec un « airstair », une porte qui faisait également office d'escalier pour les passagers. L'escalier a éliminé l'attente qu'une équipe au sol fasse rouler un escalier à roues jusqu'à l'avion.
En août 1953, un Southwest DC-3 quotidien était programmé du SFO à LAX en 3 heures et 45 minutes avec huit arrêts.

## Atterrissages aux instruments pionniers
L'esprit d'innovation de la compagnie aérienne s'est également étendu à la sécurité aérienne : en décembre 1947, un DC-3 de Southwest Airways volant dans la ville côtière d'Arcata a effectué le premier atterrissage à l'aveugle au monde par un avion de ligne commercial régulier utilisant un radar d'approche contrôlé au sol et un système d'atterrissage aux instruments des dispositifs de détection du brouillard et des unités à combustion de mazout adjacentes à la piste pour les opérations d'investigation et de dispersion du brouillard. L'année suivante, la compagnie aérienne avait effectué 1 200 atterrissages de routine aux instruments à l'aéroport d'Arcata, souvent enveloppé de brouillard.
En 1948, Southwest disposait d'une flotte de 10 avions, tous des Douglas DC-3, et volait entre 24 aéroports de Californie et de l'Oregon, devenant ainsi la deuxième plus grande compagnie aérienne d'apport aux États-Unis.

## Crash du vol 7
La compagnie aérienne n'a eu aucun accident mortel jusqu'au soir du 6 avril 1951, lorsque le vol 7 de Southwest Airways s'est écrasé, tuant les 19 passagers et trois membres d'équipage, dont 12 militaires. Le DC-3 effectuait un trajet de 20 minutes entre Santa Maria et Santa Barbara. L'avion a heurté une crête dans la région du Refugio Pass, dans les montagnes de Santa Ynez, à une altitude de 2 740 pi (835 m) , bien en dessous de l'altitude minimale nocturne de 4 000 pi (1 219 m) prescrit pour l'itinéraire sur cette étendue de montagnes. Le Conseil de l'aéronautique civile n'a pas été en mesure d'en déterminer la cause.

## Expansion de la flotte
À la fin de 1952, la flotte de la compagnie aérienne comprenait huit Martin 2-0-2 d'occasion à moteur à pistons, plus rapides et plus gros que le DC-3 ,. Dans les années 1950, la documentation de la compagnie aérienne indiquait qu'elle atteignait 33 localités californiennes (soit 24 aéroports) et les horaires du milieu des années 1950 se vantaient que Southwest Airways « dessert plus de villes californiennes que toute autre compagnie aérienne régulière ».

## L'ère Pacific Air Lines (1958-1968)
La compagnie aérienne est devenue Pacific Air Lines le 6 mars 1958 ; le logo de l'entreprise a été modifié, passant d'un Thunderbird aux tons terreux rappelant une peinture sur sable Navajo à un design plus simple et moderne avec des couleurs vives. Pour éviter que le public voyageur ne confonde la nouvelle Pacific Air Lines avec une toute nouvelle compagnie aérienne, les horaires de la compagnie en 1959  indiquaient que la compagnie en était à sa « 17e année de service régulier » .
Comme d'autres compagnies aériennes de services locaux, Pacific était subventionnée ; en 1962, ses « revenus » d'exploitation de 12,1 millions de dollars comprenaient 4,1 millions de dollars de subventions fédérales.

### Transition hélices et turbopropulseurs

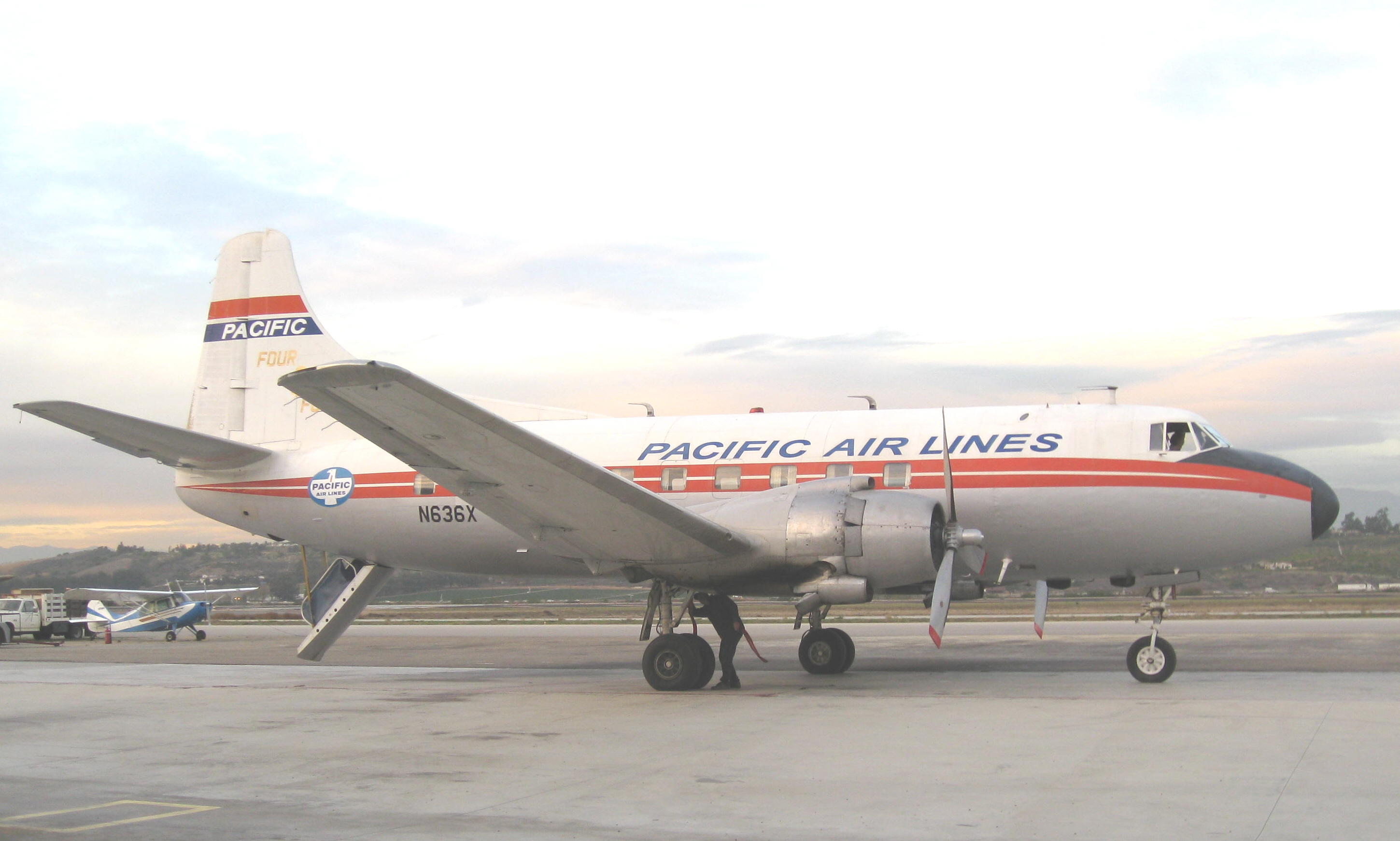
Martin 4-0-4 aux couleurs de Pacific Air Lines à Camarillo, Californie, le 3 janvier 2008 : un escalier abaissé se trouve sous la queue

En 1959, Pacific a ajouté le premier des 14 Martin 4-0-4 pressurisés d'occasion. Le premier avion de ligne à turbine de Pacific, le Fairchild F-27 (une version américaine du Fokker F27 Friendship de fabrication néerlandaise) a été ajouté à la flotte. En 1960, une suppression progressive des treize DC-3 a commencé: le dernier vol du DC-3 a eu lieu en 1962 et les derniers Martin 2-0-2 ont été retirés en mars 1964,. Les Martin 4-0-4 et les Fairchild F-27 sont devenus les bêtes de somme de la flotte de Pacific. Au cours de l'été 1964, un F-27 a volé Reno-Lake Tahoe-Sacramento-San Francisco-San Jose-Fresno-Bakersfield-Burbank-Los Angeles-San Diego. Il a quitté Reno à 6h00 matin et devait arriver à San Diego à 12h10 pm[réf. nécessaire]. La flotte de Pacific est devenue entièrement composée de turbines après le retrait de leur dernier Martin 4-0-4 en avril 1967 .
Selon les horaires de la compagnie aérienne, les vols vers Las Vegas ont commencé en 1957, vers Reno et San Diego en 1962 et vers Lake Tahoe en 1964 Portland, OR, Medford, OR, Reno, NV et Las Vegas, NV étaient les seules destinations de Pacific en dehors de la Californie.

### Crash du vol 308
Un DC-3 de Pacific Air Lines opérant sous le nom de vol 308 transportant 3 membres d'équipage et 17 passagers s'est écrasé le 26 octobre 1959, tuant le copilote. L'avion décollait de Santa Maria, en Californie, lorsque le cylindre numéro cinq du moteur gauche est tombé en panne et que de violents tremblements ont commencé à secouer l'avion. Le commandant de bord a été contraint d'effectuer un atterrissage d'urgence vers1 1⁄2 miles au nord de l'aéroport, causant de graves dégâts. Le copilote a été tué, le commandant de bord a été grièvement blessé, tandis que le commissaire de bord et les passagers ont subi des blessures plus ou moins graves.
À la suite de l'accident, Pacific Air Lines a cessé de faire appel à des services de maintenance sous contrat à Los Angeles (où le DC-3 était basé) et y a envoyé son propre personnel pour effectuer tous les travaux futurs sur les avions de la compagnie

### Tentative de détournement
L'une des toutes premières tentatives de détournement d'avion américain a eu lieu à bord du vol 327 de Pacific Air Lines au sol à l'aéroport de Chico (Californie) le 31 juillet 1961. Le pilote et un agent de billetterie ont tous deux été abattus, le premier étant devenu aveugle, le second se rétablissant de ses blessures ; cependant, l'agresseur a ensuite été maîtrisé par le copilote et les passagers alors que le Douglas DC-3 était au sol.

### Crash du vol 773
Le 7 mai 1964, le vol Pacific 773 s'écrase près de San Ramon, en Californie, à l'est d'Oakland. Les 44 personnes à bord du Fairchild FH-227 ont été tuées lorsque l'avion a plongé presque verticalement dans une colline,,. Les enquêteurs ont trouvé une arme à feu dans l'épave,, et le FBI a déterminé qu'un passager suicidaire avait tiré sur les deux pilotes, puis sur lui-même, provoquant une chute incontrôlable de l'avion. Ce scénario s'est répété 23 ans plus tard dans une autre compagnie aérienne californienne, Pacific Southwest Airlines (PSA), lorsqu'un employé récemment licencié a tiré sur un superviseur, puis sur les deux pilotes à bord d'un BAe 146-200 , le vol 1771 en route de Los Angeles à San Francisco, provoquant son crash dans les collines du comté de San Luis Obispo, entraînant la mort de tous les passagers à son bord.

### Boeing 727
Le 13 septembre 1965, Pacific Air Lines a annoncé qu'elle acquerrait six nouveaux Boeing 727-100, en louant deux immédiatement et en passant des commandes pour que les autres soient livrés au début de 1968 . Les avions à réaction ont été commandés à une époque prospère pour la compagnie aérienne, mais le revenu net de Pacific a chuté de 700 337 $ en 1965 à 150 716 $, principalement parce que le 727 n'était pas rentable sur les routes de Pacific. Deux ont été loués à National Airlines.
La compagnie aérienne a fait la promotion du Boeing 727 dans une publicité imprimée de 1966 : « Pacific Air Lines dessert plus de villes californiennes que toute autre compagnie aérienne ». L'annonce indiquait que les Pacific 727 desservaient Fresno, Bakersfield, Monterey, Lake Tahoe, Los Angeles, San Francisco, San Jose et Santa Barbara Pacific prévoyait de commander des Boeing 737-200, plus économiques que les 727, mais les événements ont dépassé la compagnie aérienne et la commande a été annulée[réf. nécessaire].

### Campagne publicitaire controversée
En 1967, la compagnie aérienne s'est lancée dans une campagne publicitaire controversée, notamment une annonce d'une page entière dans le New York Times du 28 avril 1967, mettant en lumière la peur de prendre l'avion, un sujet rarement évoqué par les compagnies aériennes. Pacific avait embauché le directeur de la publicité et comédien primé Stan Freberg pour la campagne publicitaire, sachant que les idées non conventionnelles étaient son point fort. Sous sa direction, des publicités imprimées disaient :

« Hey there! You with the sweat in your palms. It's about time an airline faced up to something: Most people are scared witless of flying. Deep down inside, every time that big plane lifts off that runway, they wonder if this is it, right? You want to know something, fella? So does the pilot, deep down inside. »

La copie d'une autre annonce disait :

« Hey there, you with the sweat in your palms. Do you wish the pilot would knock off all that jazz about 'That's Crater Lake on the left, ladies and gentlemen,' and tell you instead what the devil that funny noise was you just heard? »

Pour compléter la campagne publicitaire, les agents de bord ont distribué des « kits de survie » comprenant des seaux à lunch rose vif contenant une petite couverture de sécurité, une patte de lapin « porte-bonheur », le livre à succès The Power of Positive Thinking et un fortune cookie contenant le slogan « It could be worse. The pilot could be whistling 'The High and the Mighty'. ». Les participants ont également été encouragés à s'exclamer « We made it! How about that!" » (traduisible par « Nous l'avons fait, qui l'eût cru ») dès l'atterrissage. Freberg avait prévu de peindre un Boeing 727 de Pacific pour qu'il ressemble à une locomotive, avec des roues sur le fuselage et un chasse-buffles sur le nez. À l’intérieur de la cabine, les passagers auraient entendu un enregistrement d’une locomotive à vapeur via les haut-parleurs.
Matthew E. McCarthy, directeur général et principal actionnaire de Pacific, a expliqué la campagne : « It's basically honest. We spoof the passengers' concern, but at least we admit they have it. ». Philip H Dougherty, écrivant dans la section Business and Finance de l'édition du 1er mai du New York Times, a décrit les publicités comme « plutôt choquantes ». Des objections à cette campagne peu orthodoxe ont été soulevées lors d'une assemblée des actionnaires en mai 1967, et deux dirigeants de Pacific Air Lines ont démissionné à la suite de la controverse.

## Fusion
Lorsque la commande d'avions Boeing 727 a été annoncée par la compagnie aérienne en 1965, il n'était pas prévu qu'un changement du climat des affaires se profilait à l'horizon et que les réalités économiques dicteraient que certains des avions à réaction ne voleraient pas chez Pacific. La forte concurrence de concurrents tels que Pacific Southwest Airlines (PSA) et United Air Lines a été un facteur qui a poussé Pacific Air Lines à unir ses forces avec Bonanza Air Lines et West Coast Airlines, dans le cadre d'une fusion à trois avec Air West ; en 1968 Air West est devenue Hughes Airwest après son acquisition par Howard Hughes en 1970 et a fusionné avec Republic Airlines en 1980. Republic a été acquise par Northwest Airlines en 1987 et Northwest a fusionné avec Delta Air Lines en 2008. Au moment de la fusion d'Air West, la flotte de Pacific comprenait 11 Fairchild F-27, cinq Martin et trois Boeing 727-100, dont l'un était toujours loué, mais est revenu à Air West en fin 1968. Les derniers Martin n'ont pas été transférés dans la flotte d'Air West et ont été éliminés en août 1968 ,.
Les deux cofondateurs de Southwest Airways sont décédés à neuf mois d'intervalle en 1971 John Connelly avait 71 ans et Leland Hayward 68 ans.

## Destinations en 1968
L'horaire du 28 avril 1968 répertorie les vols de Pacific Air Lines vers les suivants juste avant sa fusion. Les identifiants d'aéroport à trois lettres sont tirés du Guide officiel des compagnies aériennes ( OAG )
Californie :
 
- Bakersfield (BFL)
- Burbank - (BUR), now Bob Hope Airport
- Chico (CIC)
- Crescent City (CEC)
- Eureka/Arcata (ACV)
- Fresno (FAT)
- Inyokern (IYK)
- Lake Tahoe (TVL)
- Long Beach (LGB)
- Los Angeles (LAX)
- Marysville/Yuba City (MYV)
- Monterey (MRY)
- Oxnard/Ventura (OXR)
- Palmdale/Lancaster (WJF) - desservi via General William J Fox Airfield[41]
- Paso Robles (PRB) - San Luis Obispo was served via Paso Robles
- Redding (RDD) - Red Bluff desservi via Redding
- Sacramento (SMF)
- San Diego (SAN)
- San Francisco (SFO) - siège de la compagnie aérienne
- San Jose (SJC)
- Santa Barbara (SBA)
- Santa Maria (SMX)
- Santa Rosa (STS)
- Stockton - (SCK)
- Vandenberg Air Force Base (VBG) - L'accès des passagers a été restreint : Le droit des passagers d'embarquer ou de débarquer à Vandenberg AFB est soumis au contrôle de sécurité militaire[41].

Nevada :
- Las Vegas (LAS)
- Reno (RNO)

Orégon :
- Portland (PDX)

## Flotte
- Boeing 727-100 - seul avion à réaction exploité par la compagnie aérienne
- Douglas DC-3 (exploité par son prédécesseur Southwest Airways et également par Pacific Air Lines, le transporteur aérien exploitait également la version C-47 du DC-3)
- Fairchild F-27
- Martin 2-0-2 (exploité par Southwest et par Pacific)
- Martin 4-0-4 (exploité par Southwest et par Pacific)

## Remarques
1. ↑  The Martin 2-0-2s had airstairs like the DC-3, but unlike the DC-3s, the Martin planes had tricycle landing gear, so the airstair was underneath the tail instead of on the side of the fuselage. (photo)
2. ↑  La compagnie aérienne a surestimé de plusieurs années le temps réel passé en service passagers régulier. Ce rappel au public de la longévité de la compagnie aérienne, précis ou non, s'est poursuivi sur les horaires jusqu'à mi-1964..(see Collector's Guide to Airline Timetables)